# Klais guimeti
Il colibrì testaviola o colibrì testavioletta (Klais guimeti (Bourcier, 1843)) è un uccello della famiglia Trochilidae. È l'unica specie nota del genere Klais Reichenbach, 1849.

## Descrizione
È un colibrì di piccola taglia, lungo 7,5–8,5 cm, con un peso di 2,7–2,9 g.

## Biologia
È una specie prevalentemente nettarivora che visita i fiori di molteplici specie (Inga, Warszewiczia, Hamelia, Hampea, Vismia).

## Distribuzione e habitat
La specie è diffusa in America centrale (Costa Rica, Honduras, Nicaragua, Panama) e Sud America (Bolivia, Brasile, Colombia, Ecuador, Perù, Venezuela).

## Tassonomia
Sono note le seguenti sottospecie:
- Klais guimeti guimeti (Bourcier, 1843)
- Klais guimeti merrittii (Lawrence, 1861)
- Klais guimeti pallidiventris Stolzmann, 1926